# Huber Ridge, Ohio
Huber Ridge, Ohio (енгл. Huber Ridge) насељено је место без административног статуса у америчкој савезној држави Охајо.

## Демографија
По попису из 2010. године број становника је 4.604, што је 279 (-5,7%) становника мање него 2000. године.
| Група             | 2000.         | 2010.         |
| Белци             | 4.409 (90,3%) | 3.737 (81,2%) |
| Афроамериканци    | 267 (5,5%)    | 505 (11,0%)   |
| Азијати           | 48 (1,0%)     | 59 (1,3%)     |
| Хиспаноамериканци | 61 (1,2%)     | 158 (3,4%)    |
| Укупно            | 4.883         | 4.604         |